# Football Genius: The Ultimate Quiz
Football Genius: The Ultimate Quiz — це відеогра у жанрі спортивної вікторини, розроблена південноафриканською студією I-Imagine Interactive та видана RTL Interactive. Вона була випущена 30 вересня 2009 року по всьому світу для Xbox 360.

## Ігровий процес
Футбольний геній: Ультимативна вікторина перевіряє футбольні знання гравця за допомогою понад 3500 дрібниць і візуальних головоломок. У грі представлено безліч різних режимів, включаючи кампанію для одного гравця, режим для кількох гравців і режим виклику. Кажуть, що гра сподобається любителям футболу будь-якого віку.[неякісне джерело]
У кампанії для одного гравця гравець проходитиме серію різних випробувань, кожне з яких перевірятиме його знання про різні аспекти футболу. Наприклад, одне випробування може попросити гравця назвати всіх гравців певної команди, тоді як інше випробування може попросити визначити різні види штрафів, які можуть бути призначені в футбольному матчі.[неякісне джерело]
У багатокористувацькому режимі гравець змагатиметься з іншими гравцями, щоб визначити, хто з них знає найбільше про футбол. Багатокористувацький режим пропонує різноманітні типи ігор, включаючи режим змагань один на один, турнірний режим і кооперативний режим.
У режимі виклику гравець отримає набір запитань, на які потрібно відповісти протягом обмеженого часу. Мета режиму виклику — правильно відповісти на якомога більше питань.

## Оцінка
| Агрегатор  | Оцінка |
| ---------- | ------ |
| Metacritic | 61/100 |

| Видання                      | Оцінка |
| ---------------------------- | ------ |
| IGN                          | 7.3/10 |
| Official Xbox Magazine (США) | 4.5/10 |
| PALGN                        | 45/100 |

Football Genius: The Ultimate Quiz отримав «змішані або середні» відгуки згідно з агрегатором оглядів Metacritic.
Нейт Ахерн з IGN оцінив гру на 7,3/10, зазначивши, що «хоча у Футбольному генії немає нічого видатного або надзвичайного, вона виконує свою функцію добре і заслуговує на рекомендацію для тих, хто хоче перевірити свої знання з футболу.»
Офіційний журнал Xbox заявив, що «якщо ви не є абсолютним прихильником міжнародного футболу, ви будете в розгубленості».